# ジャマールッディーン・アフガーニー
ジャマールッディーン・アフガーニー（アラビア語: جمال الدين الحسيني الأفغاني, ラテン文字転写: Sayyid Jamāl al-Dīn al-Afghānī、1839年 - 1897年5月9日）は、19世紀のイスラーム世界の思想家。汎イスラム主義を唱えた。イスラーム世界に外国の統治が及ぶのを拒絶し、オスマン帝国やガージャール朝の専制体制を批判した。また、アフガーニーの信念は、ムスリムの間での団結が欠けていることに問題があるというものであった。アフガーニーは、また、絶対君主制よりも法治国家の立憲制が優れていると確信していた。彼の伝統的なマドラサにおける教育は、ファルサファと呼ばれるイスラーム哲学とイルファーンと呼ばれる神秘主義に基づいていた。

## 生涯

### 生誕地をめぐる諸説
アフガーニーの生誕地をめぐっては諸説ある。1つは、アフガニスタンのアーサダバードで生まれたとする説であり、もう1つは、同じアーサダバードでも、イランのハマダーン近郊のアサダーバードで生まれたとする説である。イランではこの説が有力であり、ニッキ・ケディエの評伝でもこの説をとり、ジャマーロッディーン・アサダーバーディーと呼ぶ。

### 遍歴
サイイドの家に生まれたアフガーニーは、17歳ないしは18歳のときには、宗教教育を引き続き行うために、インドに留学した。最初に訪問したインドにおいては、イギリスによる植民地政策に反対するイスラーム主義の活動を胸に秘めてのものであった。アフガーニーは、反植民地主義者であったが、同時に、当時のイスラーム指導者層にも反対の立場を採っていた。
インドを経った後、アフガーニーが訪れたのは、エジプトである。エジプトでは、多くのイスラーム主義者と会う機会を獲得した。だが、アフガーニーの主張は、イギリス政府当局によって警戒を受けるものであったので、アフガーニーは、エジプトを去らざるを得なくなる。そのあと、アフガーニーが滞在したのは、イギリスであり、しばらくの間、新聞の出版に従事した。
アフガーニーの日記によると、「私は、イギリスではイスラームを確認することはできたがムスリムはいなかった。エジプトはその逆である」という記述がある。
アフガーニーは、その後、ペルシャ（現在のイランとアフガニスタンの領域）に戻り、当時のシャーに対して、改革の実施を促したが、シャーは最後まで、行動を起こすことはなかった。アフガーニーと彼の支持者は、モスクで、シャーがわれわれの要求を受け入れない限り、ペルシャを去る意思はないと広言した。しかし、当時のシャーであったナーセロッディーン・シャーは、アフガーニーをトルコへ引き渡す流刑処置をとった。そこで、アフガーニーとその支持者は、トルコへと移動したが、そこで、アブデュルハミト2世によって投獄される。
このトルコでの投獄の原因は、1896年に、アフガーニーの支持者の一人が、ナーセロッディーンの暗殺を実行したからである。アブデュルハミト2世は、そのニュースが明らかになったがために、アフガーニーとその支持者を投獄した。その後のアフガーニーは、アブデュルハミト2世の庇護の下で、イスタンブールで生活を過ごすことになった。ペルシャ側による引渡し請求に対して、アブデュルハミト2世は拒絶の姿勢を採った。その理由は、彼自身が進めていた汎イスラム主義の政策をアフガーニーと協働して実施したい意向があったからと推測される。
トルコでの生活で、アフガーニーはイスラーム各国及び指導者に多くの手紙を送っている。その内容は、イギリスによる統治に対抗する形での団結を訴えたものであった。また、同時に、スンナ派とシーア派の間の親善関係を築くことにも挑戦した。
歴史家によると、アブデュルハミト2世は、アフガーニーがアラブ人指導者やイスタンブールに滞在するイギリス高官と会談を重ねることに対して徐々に疑惑を持つようになり、トルコからの出国を認めなかった。
アフガーニーは、1897年5月9日、イスタンブールで客死した。初めはイスタンブールで埋葬されたが、1944年に、アフガニスタン政府の主張もあり、アフガニスタンに遺体は移送され、カーブル大学に再び、埋葬された。

## 主張
アフガーニーを起源とするパン・イスラーム主義は、連帯を主張するだけではなく、オスマン帝国やガージャール朝の専制を批判した。その理由は、列強による植民地化（例えば、インド、パキスタン、北アフリカなど）・半植民地化（例えば、ペルシャ、エジプト）が進展する現実を直視しないで、有効なレジスタンスを築くことのできない王朝は、イスラーム世界を防衛する責任を果たしていないし、その能力を欠いているという認識を持っていたからである。
また、アフガーニーはジハードを広義の意味で捉えた。
- 「イスラーム諸王朝が互いに連携して郷土防衛をはかるのもジハードであるし、国家軍がない状態で民衆が自発的な防衛を行うのもジハードである。さらに、本来のジハードは、公正なイスラーム社会を樹立するためにあらゆる側面で奮闘努力することである[1]」
- 「アフガーニーは、西洋列強に軍事的に対抗する必要を説いたように思われているが、彼にとって軍事よりも重要な戦線があった。それは知識と思想の戦線であった。それは、彼が西洋の挑戦が「二重の攻勢」であることを早くから見抜いた先覚者であることによっている[2]」

アフガーニーが直面した現実は、停滞したイスラーム社会の悪弊の一掃、イスラームの原点への回帰、時代の要請に適合するイスラーム解釈であった。これらの思想は、8年間滞在したエジプトでは後のアラービー運動に影響を与えたほか、イランでは利権回収を求めるタバコ・ボイコット運動を呼び起こすなど、各地に確実な足跡を残した。アフガーニーの思想は、ムハンマド・アブドゥフ（アブドゥとも）やアブドゥフとアフガーニーが1884年に出版した『固き絆』に感銘を受けたシリア人のラシード・リダーに引き継がれていった。